# Ricambio del personale
Il ricambio del personale (o turnover) è il tasso di ricambio del personale ovvero il flusso di persone in ingresso e in uscita da un'azienda.

## Tipi di ricambio del personale
Esistono due tipi di turnover:
- Ricambio ‘fisiologico’. Il flusso naturale che c'è nell'impresa per effetto di normali eventi quali pensionamento, assunzione, prepensionamento, dimissioni. Questo flusso è il risultato di fenomeni di tipo volontario (ossia quando il lavoratore decide di lasciare l'azienda e si dimette per un lavoro migliore) e involontario (ovvero quando il lavoratore ha problemi di salute o è arrivato all'età pensionabile).
- Ricambio ‘patologico’. Quando il lavoratore lascia l'azienda per motivazioni diverse dalle precedenti; queste cause possono essere relative al contesto lavorativo come ad esempio difficoltà con i superiori, al contenuto del lavoro come per esempio un lavoro monotono e infine cause legate alla mancata valorizzazione come ad esempio una retribuzione ritenuta troppo bassa.

## Calcolo degli indicatori
Esistono diversi indicatori di turnover; quelli che generalmente si usano prendono in considerazione l'anno lavorativo. I principali sono:
1. tasso di ricambio complessivo = ((n. entrati nell'anno + n. usciti nell'anno)/organico medio annuo)*100;
2. tasso di ricambio negativo = (n. usciti nell'anno/organico di inizio anno)*100;
3. tasso di ricambio positivo = (n. entrati nell'anno/organico di inizio anno)*100;
4. tasso di compensazione del ricambio = (n. entrati nell'anno / n. usciti nell'anno)* 100.
5. tasso di ricambio nuovi assunti = (n. nuovi assunti usciti/n. assunti totali del periodi)*100

Studiando il ricambio del personale di un'azienda è interessante considerare anche il tasso di stabilità relativo ad un anno x: 
tasso di stabilità: (personale con anzianità > x / organico all'anno n-1)*100
Un elevato ricambio significa che i dipendenti non sono soddisfatti del loro lavoro, specialmente quando è facile trovarne uno nuovo. Gli elementi predittori di questo fenomeno sono riconducibili a:
- mancanza di opportunità di carriera,
- discrepanza tra obiettivi aziendali ed obiettivi del lavoratore,
- nascita di conflitti tra management e dipendente.

Un basso tasso di ricambio del personale può significare che gli elementi sopra citati non sono presenti. Tuttavia un basso turnover si identifica con aspetti legati ad opportunità di carriera, salario ottimale, cultura aziendale condivisa, riconoscimento della direzione, ed un posto di lavoro confortevole.
Non esiste un ricambio ideale ed ottimale, bensì ogni azienda ha il proprio, in quanto il risultato è influenzato dal settore economico e dal mercato del lavoro in cui è inserita e dalle dimensioni aziendali.
Si può altresì identificare un tasso di ricambio del personale per ogni reparto o divisione aziendale.
Le organizzazioni possono usare l'intervista di uscita per capire la motivazione che spinge il dipendente ad uscire, e analizzare i problemi incontrati.
L'analisi dei dati interni e il confronto con il mercato del lavoro sono utili per programmare i piani di assunzione, di formazione e di mobilità interna.
Il mantenimento del dato storico consente di poter verificare anno dopo anno l'incidenza delle politiche volte ad aumentare o diminuire il tasso di ricambio.

## I costi del ricambio del personale
Secondo alcune teorie il turnover può avere un costo che arriva fino al 150% del pacchetto remunerativo del personale uscito. Il costo troppo alto del ricambio del personale è la ragione che spiega l'importanza di trattenere i dipendenti in azienda.

### Classificazione dei costi
Costi diretti: spese sostenute dall'azienda per l'entrata del nuovo personale (tempi e costi di ricerca e selezione, inserimento e formazione);
formula: ((somma dei costi di ricerca e selezione + inserimento)/assunti nel periodo) * nr. assunti per turnover
Costi indiretti: sono costi collegati ad una minor produzione a causa dell'uscita di un lavoratore (maggior lavoro per i collaboratori, clienti insoddisfatti).
In letteratura vi sono anche studi sui costi della mancanza di ricambio (o non turnover) cioè quei costi generati dalla mancata uscita di un lavoratore insoddisfatto, la cui permanenza nell'azienda può ripercuotersi sulla produttività e sul clima aziendale.